# Alexandre Aja
Alexandre Aja, nome artístico de Alexandre Jouan Arcady, (Paris, 7 de agosto de 1978) é um cineasta francês.

## Filmografia
| Ano  | Filme               | Creditado como | Creditado como | Creditado como |
| Ano  | Filme               | Diretor        | Produtor       | Roteirista     |
| ---- | ------------------- | -------------- | -------------- | -------------- |
| 1997 | Over the Rainbow    | Sim            |                | Sim            |
| 1999 | Furia               | Sim            |                | Sim            |
| 2003 | Haute Tension       | Sim            |                | Sim            |
| 2006 | The Hills Have Eyes | Sim            |                | Sim            |
| 2007 | P2                  |                | Sim            | Sim            |
| 2008 | Mirrors             | Sim            |                | Sim            |
| 2010 | Piranha 3D          | Sim            | Sim            | Sim            |
| 2012 | Maniac              |                | Sim            | Sim            |
| 2013 | Horns               | Sim            | Sim            |                |

## Prêmios e indicações
- 2004 - Indicado ao grande prêmio do "Amsterdam Fantastic Film Festival", por "Haute Tension";
- 2001 - Indicado ao prêmio de melhor filme no Fantasporto, por "Furia";
- 1997 - Indicado à "Palma de Ouro" no Festival de Cinema de Cannes, por "Over the Rainbow".